# Stamford, Connecticut
Ej att förväxla med Stanford. För andra betydelser, se Stamford (olika betydelser).
Stamford är en stad i den amerikanska delstaten Connecticut med en yta av 134,9 km² och en befolkning, som uppgår till cirka 120 000 invånare (2003), cirka 15 procent är afroamerikaner.
Medianinkomsten för en familj i Stamford är cirka 500 000 SEK/år. Av befolkningen lever cirka åtta procent under fattighetsgränsen. Stamford är enligt FBI-statistik en stad av de fyra städer med över 100 000 invånare i USA, som har den lägsta kriminaliteten, vilket anses bero på bra polisarbete.
Staden är belägen vid Long Island Sound i den sydvästligaste delen av delstaten cirka 50 kilometer nordväst om New York.